# Belle Époque
La Belle Époque (iz franc. »lijepo doba«) izraz je koji je nastao poslije Francusko-pruskog rata i koji prvenstveno opisuje mirnodopsko razdoblje u francuskoj povijesti od 1871. sve do 1914. Izraz se koristi općenito da bi se opisao i prevladavajući duh tog vremena u Europi. 
Izraz oslikava pozitivne promjene u društvu koje su se odigrale u tom razdoblju, i raspoloženja poput ekonomskog rasta, bezbrižnosti i vjere u budućnost ali i nostalgično žaljenje za ovim razdobljem koje je nastalo u traumatiziranoj Francuskoj u poslijeratnom razdoblju. 

## Politika i ekonomija
Francuska teritorijalno raste 1860. naslijedivši Nicu/Savoju, ali gubi oblast Alsace-Lorraine kroz mirovni sporazum 1871., gubitak koji je rodio osvetoljubivi francuski nacionalizam. Poslije francusko-pruskog rata slijedi međutim jedan dug, rijetko razdoblje mira u Europi koji dovodi do velikog ekonomskog i tehničkog napretka, osobito u Francuskoj, Ujedinjenom Kraljevstvu, Njemačkoj, Italiji i Austro-Ugarskoj.
U Francuskoj tijekom Treće Republike (1871. – 1940.), poslije depresije 1873. – 1896., slijedi razdoblje ekonomskog rasta u okvirima onog što se u Francuskoj naziva druga industrijska revolucija. Ono što se prvenstveno povezuje s ovim razdobljem je optimizam i vjera u budućnost, koji nastupaju s izvanrednim tehničkim napredcima. 
La belle époque nastaje onda kada buržoazija žanje plodove ekonomskog rasta i pravi velikogradske boulevarde, kafée, kabarée, umjetničke salone i koncertne kuće, svojim socijalnim prostorom. Ovo se razdoblje se u Francuskoj poistovjećuje u s "les bains de mer", kupalištima koja nastaju u Francuskoj zbog novih željezničkih pruga.
Radnička klasa se diljem Europe, počinje organizirati u sindikate i političke stranke, i baš tijekom ovog razdoblja dolazi do osnivanja prvih europskih, socijalističkih strankaka koje počinju rasti i postaju sve moćnije. Podjela na desnicu i ljevicu, koja se još uvijek koristi, potječe iz ovog razdoblja. 
Tijekom ovog doba u Francuskoj dolazi do niza afera a najpoznatija je bez sumnje bila Afera Dreyfus (1894. – 1906).

## Tehnologija
Tijekom razdoblja dolazi do temeljnih promjena u društvu kroz veliki broj izuma, iz fotografije razvija se film, iz velocipeda razvija se bicikl, a manji i lakši motori omogućuju razvoj motocikla, automobila i kasnije zrakoplova. Velika dostignuća ostvarena su također u kemiji, elektronici i željezničkoj industriji. Ogromno povjerenje u tehniku pokazalo se, između ostalog, u znanstveno fantastičnim romanima Julesa Vernea.
Otkrića u medicini i higijeni dovode do smanjivanja smrtnosti i značajnog produženja životnog vijeka.

## Umjetnost
Tijekom époque nastaje više umjetničkih pravaca koji stalno mijenjaju europsku umjetnost na uštrb akademske i romantičke umjetnosti koje su dominirale umjetničkim životom prije ovog razdoblja. 
Impresionizam sa svojim slikarstvom bio je polazna točka iz koje Paul Cézanne razvija postimpresionizam. On je pak bio inspiracija za razvoj fovizma (Henri Matisse) a kasnije i kubizma (Pablo Picasso) koji je bio polazna točka za modernizam.
Impresionizam je utjecao čak i na glazbenike poput Claudea Debussyja (Preludij za poslijepodne jednog fauna po pjesmi Stéphanea Mallarméa) i Erika Satieja (Gymnopédies).
U umjetnosti, ručnom radu, interijeru i arhitekturi, secesija je bila od velikog značaja. Jedan od najznačajnijih umjetnika ovog pravca bio je Henri de Toulouse-Lautrec.

## Kraj belle époque
Prvi svjetski rat je brutalno prekinuo sav bezbrižni optimizam u budućnost. Tehnika je izgubila puno od svoje prijašnje karizme kroz masovna ubojstva tijekom rata. Čak i veliki broj revolucionara koji su zagovarali rušenje "starog svijeta" mijenjanju mišljenje zbog nedjela počinjenih u ratu. 
Neki povjesničari smatraju da se kraj la belle époque poklapa s potonućem putničkog broda Titanic 1912., događajem koji su mnogi shvatili kao dokaz da su tehnika i znanost bespomoćno stajali pred prirodnim katastrofama.